# Rangomarama tonnoiri
Rangomarama tonnoiri är en tvåvingeart som beskrevs av Jaschhof och Raphael K. Didham 2002. Rangomarama tonnoiri ingår i släktet Rangomarama och familjen Rangomaramidae. Inga underarter finns listade i Catalogue of Life.